# Архиепархия Баия-Бланки
Архиепархия Баия-Бланки (исп. Arquidiócesis de Bahía Blanca, лат. Archidioecesis Sinus Albi) — архиепархия Римско-Католической церкви с центром в городе Баия-Бланка, Аргентина. В митрополию Баия-Бланки входят епархии Альто-Валье-дель-Рио-Негро, Вьедмы, Комодоро-Ривадавии, Рио-Гальегоса, Сан-Карлоса-де-Барилоче, Санта-Росы и территориальная прелатура Эскеля. Кафедральным собором архиепархии Баия-Бланки является церковь Пресвятой Девы Марии Милосердия.

## Территория
Архиепархия включает в себя следующие муниципалитеты в южной части аргентинской провинции Буэнос-Айрес: Адольфо-Альсина, Адольфо-Гонсалес-Чавес, Баия-Бланка, Вильярино, Гуамини, Деро, Коронель-Доррего, Коронель-Принглес, Коронель-Росалес, Коронель-Суарес, Монте-Эрмосо, Патагонес, Пуан, Сааведра, Сан-Каэтано, Торнкист и Трес-Арройос.

## История
20 апреля 1934 года Папа Римский Пий XI выпустил буллу «Nobilis Argentinae nationis», которой учредил епархию Баия-Бланки, выделив её из епархии Ла-Платы, одновременно преобразованную в архиепархию. Первоначально епархия Баия-Бланки являлась суффраганной по отношению к архиепархии Ла-Платы.
11 февраля 1957 года Папа Римский Пий XII выпустил буллу «Quandoquidem adoranda», которой передал часть территории епархии Баия-Бланки для образования епархий Мар-дель-Платы и Санта-Росы и одновременно возвёл епархию Баия-Бланки в ранг архиепархии-митрополии.

## Ординарии архиепархии
- епископ Леандро Баутиста Астеларра (13.09.1934 — 24.08.1943);
- архиепископ Герминиано Эсорто (2.11.1946 — 31.05.1972);
- архиепископ Хорхе Майер (31.05.1972 — 31.05.1991);
- архиепископ Ромуло Гарсия (31.05.1991 — 15.06.2002);
- архиепископ Гильермо Хосе Гарлатти (11.03.2003 — 12.07.2017);
- архиепископ Карлос Альфонсо Аспирос Коста, O.P. (с 12 июля 2017 года).